# Qyntel Woods
Qyntel Deon Woods (nacido el 16 de febrero de 1981 en Memphis, Tennessee) es un exjugador de baloncesto jugó en Portland Trail Blazers, Miami Heat y New York Knicks de la NBA, además de hacerlo en diferentes ligas europeas. Con sus 2.03 metros, puede jugar tanto de alero como de escolta.

## Trayectoria deportiva

### Universidad
Tras asistir al Instituto Carver en Memphis, donde lideró a su equipo a un campeonato estatal en 1999, Woods pasó dos años en el Moberly Area Community College y uno en el Northeast Mississippi Community College. En su primera temporada en Moberly promedió 23.4 puntos y 8.3 rebotes por partido, mientras que en su última campaña se fue hasta los 32.3 puntos y 10 rebotes con un 48.3% en tiros de campo. 

### NBA
Woods fue seleccionado por Portland Trail Blazers en la 21.ª posición del Draft de la NBA de 2002. En sus dos primeras temporadas en la liga disputó 115 partidos, promediando 2.4 y 3.6 puntos por partido respectivamente y disputando los playoffs con los Blazers en 2003. La temporada 2004-05 estuvo marcada por sus problemas extradeportivos, siendo acusado de maltrato de animales. Woods se declaró culpable de abuso de primer grado de animales por organizar peleas de perros en su casa, algunas de ellas involucrando a su pitbull llamado Hollywood. Tanto Hollywood como su otro pitbull, Sugar, fueron confiscados, y Woods fue castigado a 80 horas de trabajos comunitarios y estuvo de acuerdo en donar de 10 000 dólares a la Sociedad Humanitaria de Oregón.
En respuesta a estos acontecimientos, los Blazers suspendieron y posteriormente despidieron a Woods del equipo. Al poco tiempo fichó por Miami Heat, donde jugó solamente tres partidos de temporada regular y no participó en los playoffs. El 2 de agosto de 2006, Woods fue parte del traspaso que implicaba a 13 jugadores y que le enviaba a Boston Celtics. Allí fue cortado tras disputar tres partidos de pretemporada y firmó con New York Knicks el 6 de diciembre de 2005. 
Bajo la tutela del entrenador Larry Brown firmó los mejores números en su carrera, aportando 6.7 puntos, 3.9 rebotes, 1 asistencia y 0.6 robos de balón en 49 partidos, 16 de ellos como titular. Sin embargo, los Knicks no le mantuvieron el contrato para la siguiente temporada y brevemente jugó en Bakersfield Jam de la NBA D-League.

### Europa
El 16 de julio de 2007 fichó por el Olympiacos B.C. de la liga griega por dos años. En 10 partidos en liga regular, Woods promedió 12.5 puntos en 26.3 minutos de juego, aunque sus números descendieron hasta los 8.1 puntos y 2.1 rebotes en playoffs. Además, fue nombrado MVP del All-Star de Grecia y se coronó campeón del concurso de mates.
Tras ser sorprendido consumiendo marihuana durante las finales de la liga griega, por lo que Olympiacos decidió poner fin a su contrato. Al poco tiempo fichó por el UPIM Bolonia de la liga italiana.
En 2009 firma con el Asseco Prokom Gdynia de la Polska Liga Koszykówki. Para una temporada después marcharse al Krasnye Krylya Samara de la Superliga de baloncesto de Rusia.
En agosto de 2012 ficha por el Lagun Aro GBC.

#### Estadísticas

##### Temporada regular
| Temp.   | Edad | Equipo   | Liga | P   | TIT | MIN  | TC  | TCA | %TC  | 3P  | 3PA | %3P  | TL  | TLA | %TL  | R.OF. | R.DEF. | REB | ASIS | ROB | TAP | PER | FP  | PTS |
| 2002-03 | 21   | Portland | NBA  | 53  | 0   | 6.3  | 1.1 | 2.2 | .500 | 0.1 | 0.2 | .333 | 0.1 | 0.4 | .350 | 0.3   | 0.7    | 1.0 | 0.2  | 0.3 | 0.0 | 0.4 | 0.7 | 2.4 |
| 2003-04 | 22   | Portland | NBA  | 62  | 8   | 10.9 | 1.4 | 3.8 | .371 | 0.2 | 0.5 | .345 | 0.6 | 1.0 | .633 | 0.7   | 1.5    | 2.2 | 0.7  | 0.3 | 0.2 | 0.8 | 1.4 | 3.6 |
| 2004-05 | 23   | Miami    | NBA  | 3   | 0   | 13.3 | 1.7 | 4.0 | .417 | 0.0 | 0.0 |      | 0.0 | 0.0 |      | 0.7   | 1.3    | 2.0 | 0.0  | 1.3 | 0.0 | 0.7 | 2.0 | 3.3 |
| 2005-06 | 24   | N.York   | NBA  | 49  | 16  | 20.7 | 2.6 | 5.2 | .508 | 0.4 | 1.2 | .367 | 1.0 | 1.6 | .645 | 0.9   | 3.0    | 3.9 | 1.0  | 0.7 | 0.3 | 1.2 | 2.0 | 6.7 |
| Total   |      |          | NBA  | 167 | 24  | 12.3 | 1.7 | 3.7 | .452 | 0.2 | 0.6 | .357 | 0.6 | 0.9 | .603 | 0.6   | 1.7    | 2.3 | 0.6  | 0.4 | 0.2 | 0.8 | 1.4 | 4.1 |

##### Playoffs
| Temp.   | Edad | Equipo   | Liga | P | MIN | TCA | TC | 3PA | 3P | TLA | TL | R.OF. | REB | ASIS | ROB | TAP | PER | FP | PTS | %TC  | %3P  | %FT  | MIN | PTS | REB | AST |
| 2002-03 | 21   | Portland | NBA  | 4 | 18  | 3   | 9  | 0   | 1  | 1   | 2  | 1     | 2   | 0    | 0   | 0   | 1   | 3  | 7   | .333 | .000 | .500 | 4.5 | 1.8 | 0.5 | 0.0 |
| Total   |      |          | NBA  | 4 | 18  | 3   | 9  | 0   | 1  | 1   | 2  | 1     | 2   | 0    | 0   | 0   | 1   | 3  | 7   | .333 | .000 | .500 | 4.5 | 1.8 | 0.5 | 0.0 |